# Bucșa, Bacău
Bucșa este un sat în comuna Răchitoasa din județul Bacău, Moldova, România.